# Jungpaläolithische Kleinkunst

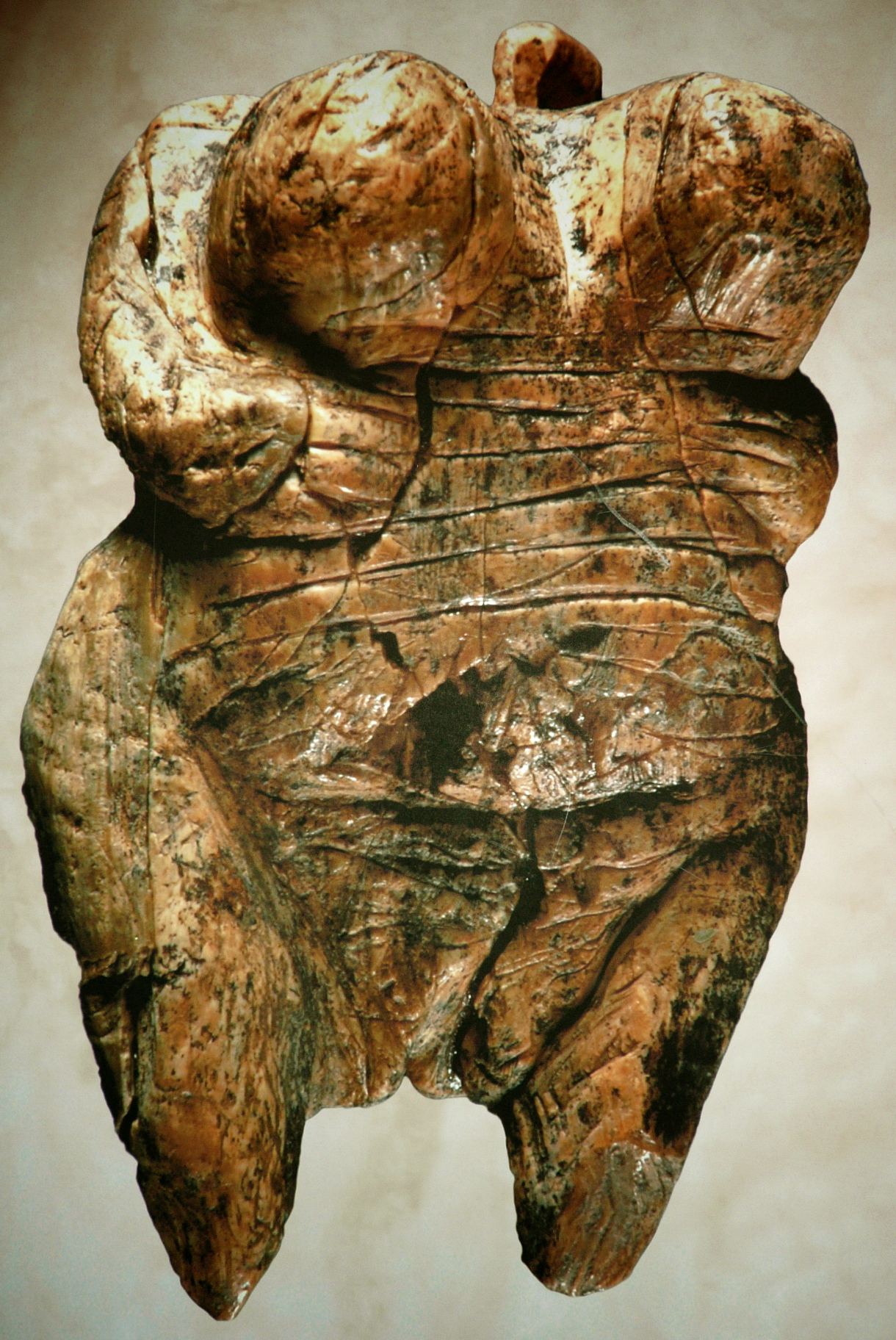
Venus vom Hohlefels, die älteste unumstrittene Darstellung des Menschen weltweit

Jungpaläolithische Kleinkunst ist ein archäologischer Sammelbegriff für Kunstwerke und künstlerisch gestaltete oder verzierte Artefakte des Jungpaläolithikums. Träger dieser Kunstwerke ist der anatomisch moderne Mensch, in Europa synonym auch als Cro-Magnon-Mensch bezeichnet.
Kleinkunst wird im archäologischen Zusammenhang als mobile Kunst bezeichnet (frz. art mobilier „bewegliche Kunst“). Dies ist ein Gegenbegriff zu den meist großformatigen Felsbildern in Höhlen und Abris, die zusammenfassend als Parietalkunst bezeichnet werden (frz. art pariétal „Wandkunst“, von lat. paries „Wand“).

## Entstehung

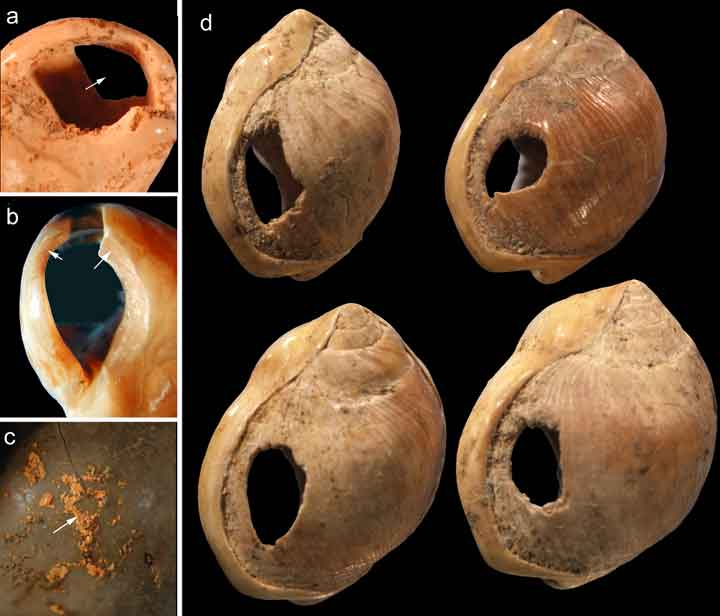
Durchbohrte Gehäuse von Meeresschnecken aus der Blombos-Höhle

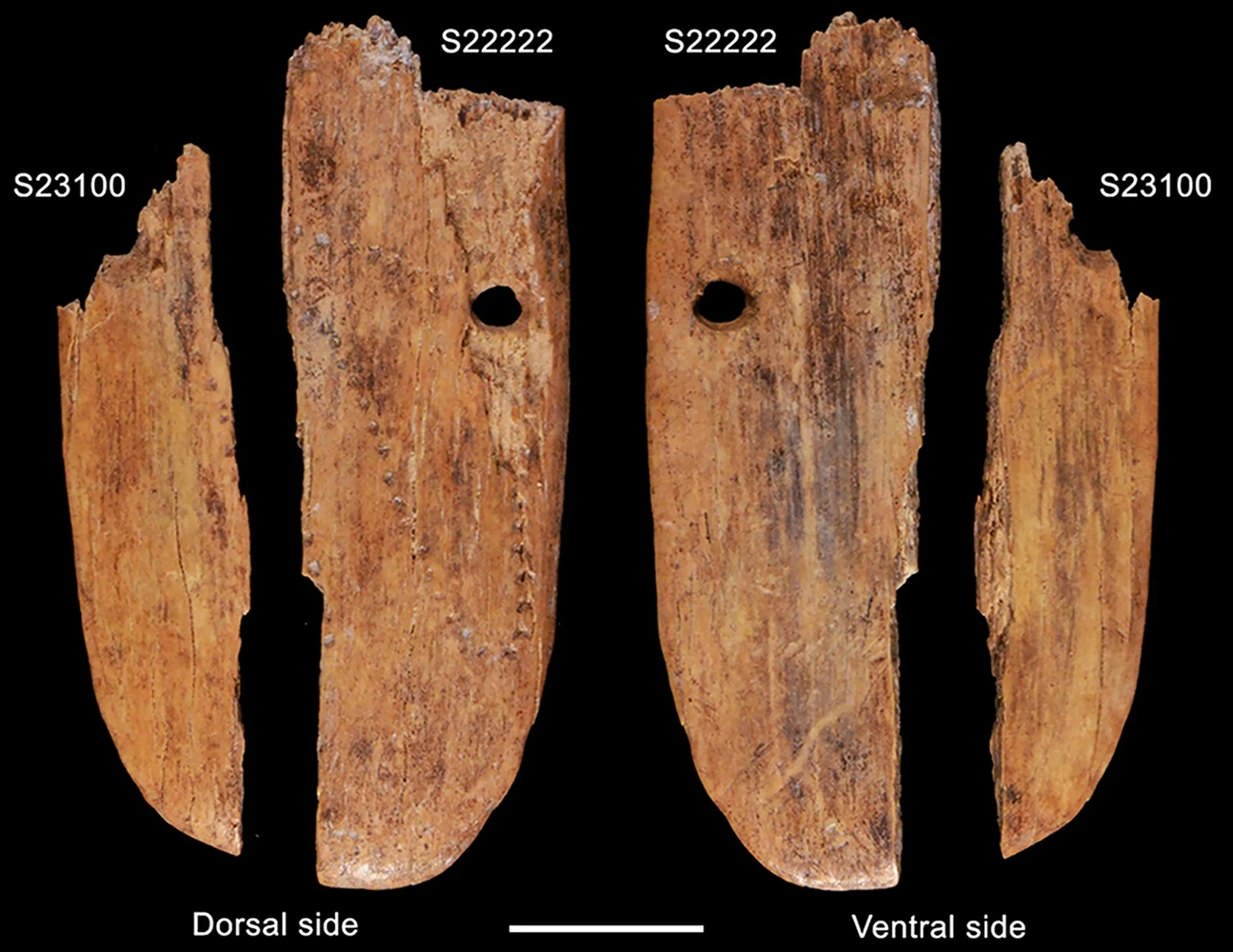
Seilkurve auf einem Mammutknochen aus der Stajnia-Höhle in Polen, die durch mehr als 50 aneinander gereihte Einstiche kunstvoll gebildet ist

In der Qafzeh-Höhle in Israel gab es bereits vor 92.000 Jahren eine nicht-zweckgerichtete Verwendung von Muschelschalen einer damals an der Küste verbreiteten Meermandel (Glycymeris insubrica) sowie des mineralischen Farbstoffs Ocker. Durchbohrte Schneckenhäuser (Nassarius gibbosulus) mit Datierungen von 82.000 Jahren gibt es aus der Grotte des Pigeons (Region Oujda, Marokko) sowie – rund 40.000 Jahre alt – aus der Üçağızlı-Höhle in der Türkei.
Die größte Ballung früher Kunstäußerungen des Homo sapiens stammt aus Fundstellen des Middle Stone Age in Südafrika. Die zugehörigen Werkzeugkulturen werden als Pre-Still Bay, Still Bay und Howieson’s Poort Industrie bezeichnet und auf den Zeitraum zwischen etwa 75.000 bis 50.000 Jahren datiert. Bei den Kunstwerken handelt es sich ebenfalls meist um Schmuck aus durchbohrten Meeresschnecken oder Muscheln, hier jedoch in Verbindung mit geometrisch verzierten Objekten. Eine große Anzahl durchbohrter und mit Rötel eingefärbte Schneckenhäuser stammt aus der Blombos-Höhle (Südafrika). Diese sind bis zu 75.000 Jahre alt, während älteste Ockerstücke in den unteren Höhlenschichten bis zu 100.000 Jahre alt sind. Ockerfarben wurden im Middle Stone Age offenbar schon in größeren Mengen produziert, wie 58.000 Jahre alte Schichten im Abri Sibudu (Provinz KwaZulu-Natal, Südafrika) zeigen. In der Blombos-Höhle sind außerdem verschiedene Rötelstücke (roter Ocker) mit geometrischen Ritzungen gefunden worden, die mindestens 75.000 Jahre alt sind. Überzeugende Belege geometrisch ornamentierter Objekte wurden außerdem mit bis zu 60.000 Jahre alten gravierten Straußeneierschalen aus der Diepkloof-Höhle (Provinz Westkap, Südafrika) publiziert. Die verzierten Straußeneier wurden wahrscheinlich als Wasserbehälter verwendet.
Die Entwicklung von einfachen ornamentierten Gegenständen in Afrika bis zu figürlichen Kleinkunstwerken des europäischen Aurignacien, die hier erst etwa vor 40.000 Jahren belegt sind, ist sehr wahrscheinlich ein kontinuierlicher Prozess im Sinne einer Tradition. In Europa gibt es im Zeithorizont des Übergangs vom Mittelpaläolithikum zum Jungpaläolithikum eine Reihe ornamentierter Objekte, die sowohl Innovationen später Neandertaler sein können (Châtelperronien), als auch auf Interaktionen mit dem eingewanderten Homo sapiens zurückgeführt werden könnten. Eingeritzte Ornamente spielen bei Kunstwerken des Cro-Magnon-Menschen eine große Rolle, wo sie die Elfenbein-Kleinkunst (vgl. Venus vom Hohlen Fels) dekorieren oder als Petroglyphen auf Felswände aufgebracht wurden. Zu den ältesten derartigen Funden gehört ein als Schmuckanhänger interpretierter, nur 3,7 Millimeter dicker, bearbeiteter Mammutknochen aus der Stajnia-Höhle in Polen, der durch mehr als 50 aneinander gereihte Einstiche, angeordnet zu einer Seilkurve wie bei einer herabhängenden Halskette, verziert wurde.
Die Verwendung von Schmuck und dekorativen Verzierungen wurde bis vor kurzem ausschließlich Homo sapiens zugeschrieben und als Teil „modernen Verhaltens“ gewertet. Im Jahre 2010 wurden etwa 50.000 Jahre alte, durchbohrte und mit Ockerfarben bemalte Muschelschalen aus den spanischen Kalksteinhöhlen Cueva de los Aviones und Cueva Antón bekannt, die älter sind als die frühesten Belege des Cro-Magnon-Menschen und daher als gesichert von Neandertalern hergestellte Schmuckstücke gelten.
Eine figürliche altpaläolithische Kleinkunst ist bislang nicht eindeutig belegt. Zwei sogenannte Proto-Figurinen aus altpaläolithischen Befundzusammenhängen, die Venus von Berekhat Ram (Israel) und die Venus von Tan-Tan (Marokko), werden kontrovers diskutiert. Während einige Wissenschaftler davon ausgehen, dass es sich um reine Naturspiele (Geofakte) handelt, nehmen andere wiederum an, dass es sich um echte Artefakte handelt. Der amerikanische Paläokunstexperte Alexander Marshack (Harvard-Universität) untersuchte die Figurien von Berekhat Ram mikroskopisch Untersuchung und beschreibt eine gewollte Formähnlichkeit durch menschliche Bearbeitung, die die naturgegebene Form verstärkt habe. Manche Archäologen bestätigen die menschliche Bearbeitung, bestreiten aber die Interpretation als Skulptur.

## Genres jungpaläolithischer Kleinkunst

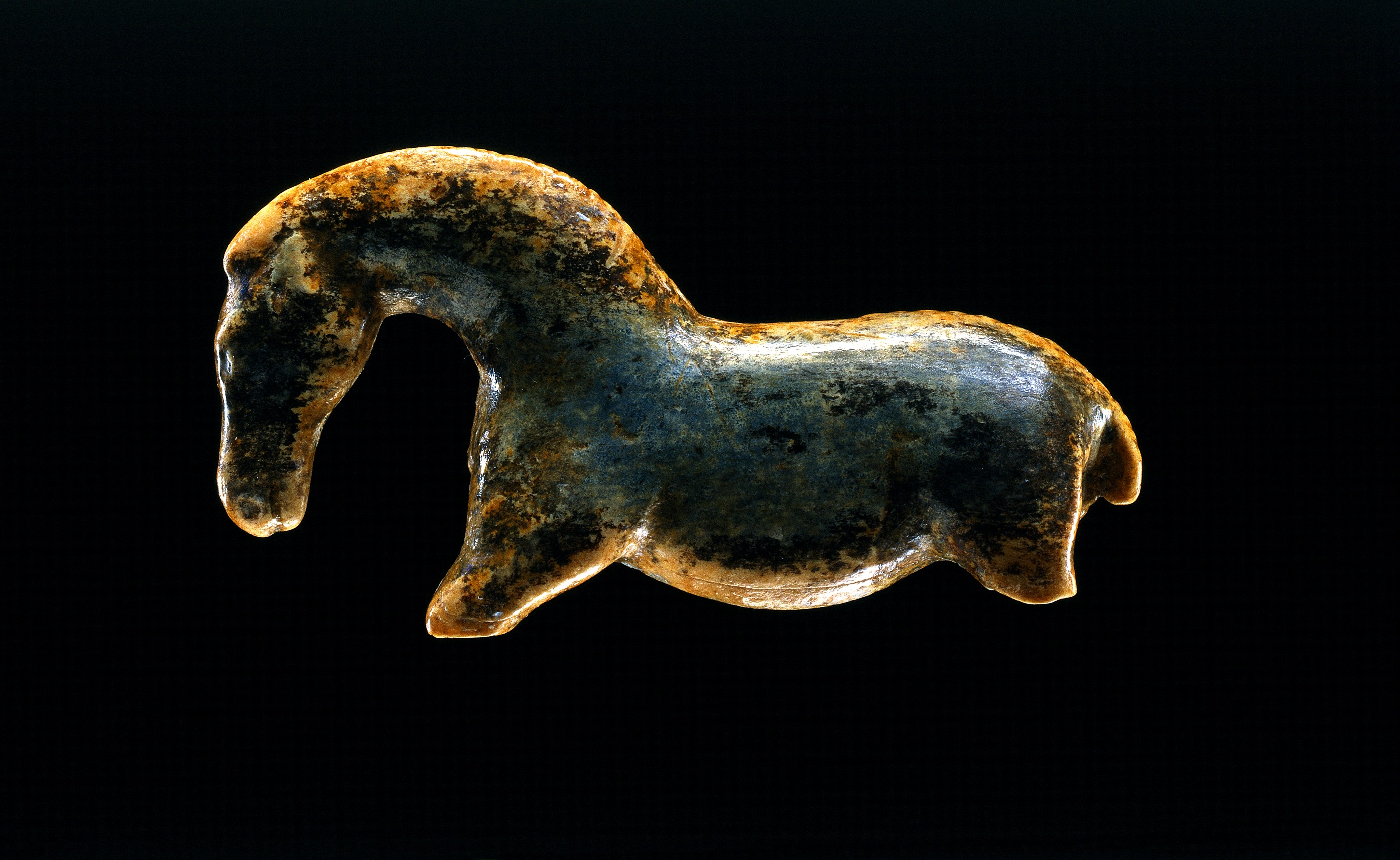
Wildpferd aus Mammutelfenbein (Vogelherdhöhle), Sammlung der Älteren Urgeschichte, Museum der Universität Tübingen MUT

Die figürliche Kleinkunst in Europa beginnt mit dem Aurignacien. Zu den ältesten Werken gehören Elfenbein-Kleinkunstwerke der Schwäbischen Alb, wie zum Beispiel die Venus vom Hohlefels und der Löwenmensch vom Hohlenstein, eine 35.000 bis 41.000 Jahre alte Skulptur aus Mammut-Elfenbein, die einen Menschen mit dem Kopf und den Gliedmaßen eines Höhlenlöwen darstellt.
Insgesamt für das Jungpaläolithikum bilden Gravierungen, oft auf Lochstäben aus Rengeweih, Knochen, Stein oder Gagat, quantitativ die größte Gruppe der mobilen Kleinkunst; hier finden sich ausschließlich Darstellungen von Tieren, v. a. von Hirscharten, Steinböcken und Wildpferden. Eingravierte Zeichen und Symbole finden sich auf Geschossspitzen, Harpunen, den „baguettes demi-rondes“ oder auf kleineren Lochstäben.
Weiter zu erwähnen ist die Gruppe von plastisch ausgearbeiteten Speerschleuder-Hakenenden, die meist Wildpferdköpfe, Moschusochsen und auch stilisierte Fische darstellen. Schmuckanhänger und Amulette wurden aus Tierzähnen, kleinen Knochenteilen, Elfenbein, fossilen Schnecken, u. a. geschaffen. Die kleinen, stark abstrahierten „tanzenden“ Frauenstatuetten sind eine Besonderheit des Magdaléniens; für einen älteren Zeitabschnitt – das Gravettien – sind üppige, oft gesichtslose Frauendarstellungen („Venusfigurinen“) typisch, wie z. B. die Venus von Willendorf. Altsteinzeitliche Frauendarstellungen haben eine große geographische Verbreitung. Von den Pyrenäen bis nach Sibirien sind zahlreiche dieser Skulpturen gefunden worden. Eine große Anzahl stammt aus Russland (Venusfigurinen von Kostenki, Venusfigurinen von Avdeevo, Venusfigurinen von Gagarino, Venusfigurinen von Saraisk) und Sibirien (Venusfigurinen von Malta, Venusfigurinen von Bouret). Daneben gibt es auch bekannte Fundstellen in Frankreich, Italien und Tschechien. Die Venus von Dolní Věstonice ist die älteste Figur aus Keramik. Von einigen Fundplätzen, z. B. Gönnersdorf, stammen umfangreiche Serien von flüchtigen Gravierungen auf Schieferplatten, auf denen ebenfalls vor allem Tiere und tanzende Frauen dargestellt sind.
Für die Schweiz ist nur die letzte Phase des Jungpaläolithikums – das Magdalénien (ca. 18.000 bis 12.000 v. Chr.) – sicher belegt, da eine Wiederbesiedlung der Mittelgebirgszonen erst im Spätglazial mit der Wiedererwärmung und dem daraus resultierenden Zerfall des würmeiszeitlichen Eises möglich war. Aus den ca. 30 bekannten Fundstellen in der Schweiz sind lediglich Fundstücke aus dem jüngeren Magdalénien bekannt und gehören innerhalb der nach André Leroi-Gourhan umrissenen Stilrichtungen zum Kunststil IV, der Ritzzeichnungen auf Schiefer, Knochen und Geweih, figürliche Kleinplastik sowie Amulett- und Anhängerformen umfasst. Die Fundstellen verteilen sich unregelmäßig entlang des südlichen Juraabhanges und des südlichen Gebietes der Schwäbischen Alb.

## Wichtige Fundstellen in Europa

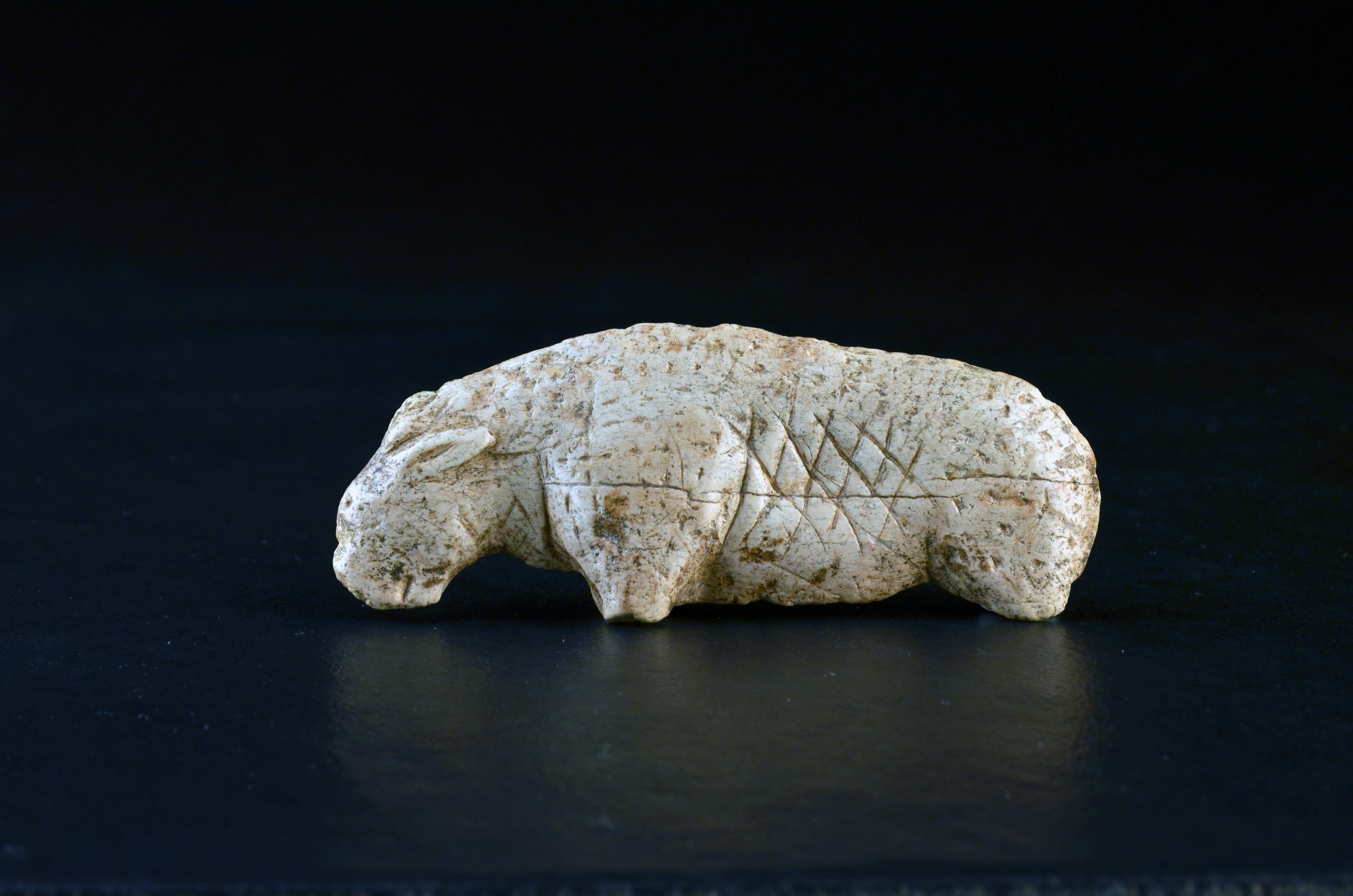
Höhlenlöwe aus Mammutelfenbein, gefunden in der Vogelherdhöhle, heute in der Sammlung der Älteren Urgeschichte, Museum der Universität Tübingen MUT

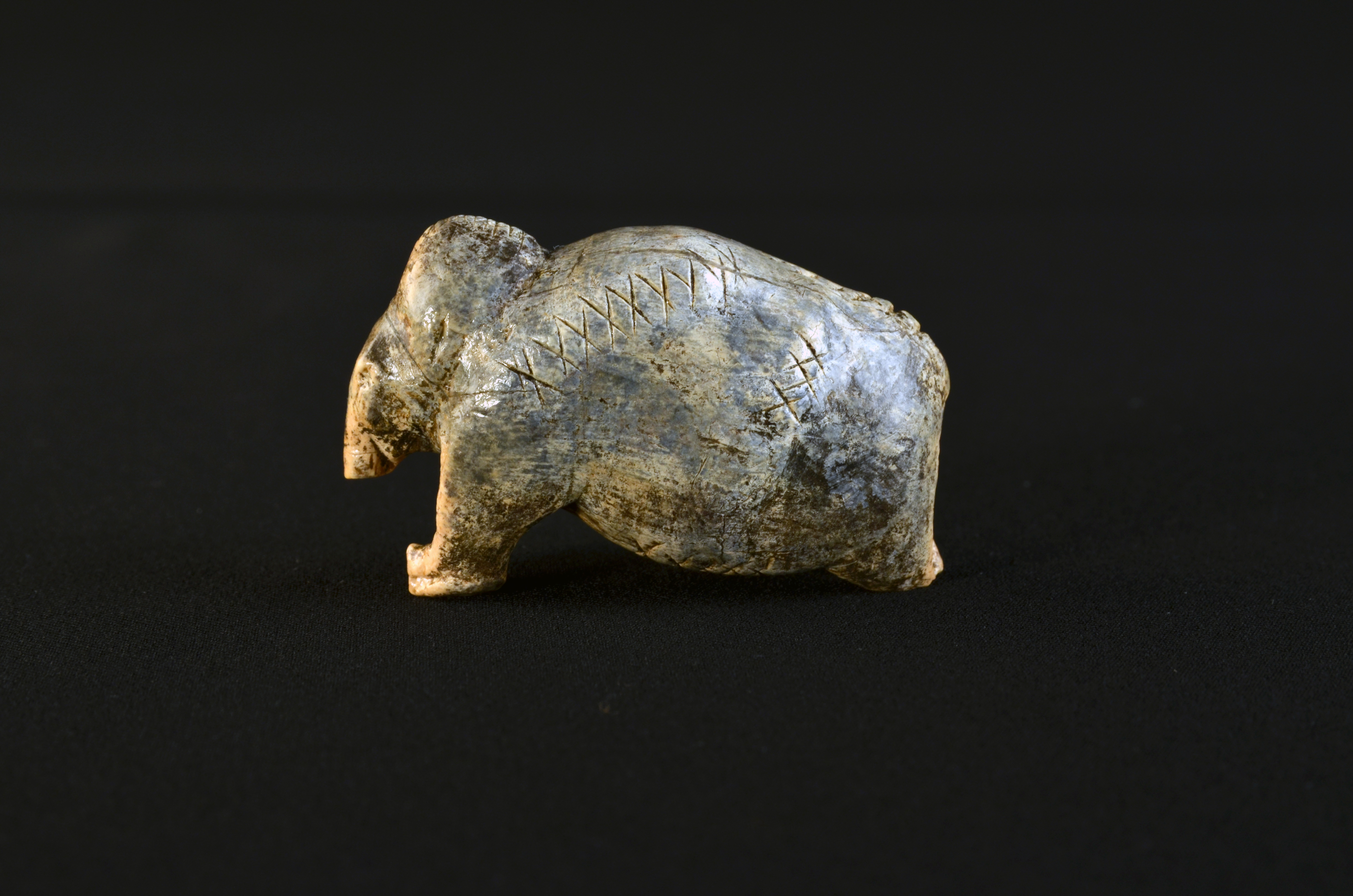
Mammut aus Mammutelfenbein (Vogelherdhöhle), Sammlung der Älteren Urgeschichte, Museum der Universität Tübingen MUT

### Frankreich
- Laugerie-Haute, Aquitanien
- La Madeleine, Aquitanien
- Brassempouy (die Venus von Brassempouy aus der Grotte du Pape)

### Schweiz
- Die Höhle Kesslerloch im Kanton Schaffhausen
- Die Rislisberghöhle bei Oensingen
- Der Abri Schweizersbild im Kanton Schaffhausen
- Freilandstationen wie das Moosbühl im Kanton Bern
- Champréveyres und Monruz im Kanton Neuenburg

### Deutschland
- Vogelherdhöhle bei Niederstotzingen im Lonetal auf der Schwäbischen Alb, Baden-Württemberg
- Hohlenstein-Stadel bei Asselfingen im Lonetal (Schwäbische Alb), Baden-Württemberg
- Hohler Fels bei Schelklingen im Achtal (Schwäbische Alb), Baden-Württemberg
- Geißenklösterle bei Blaubeuren im Achtal (Schwäbische Alb), Baden-Württemberg
- Petersfels bei Engen im Brudertal (Hegau), Baden-Württemberg
- Klausenhöhle bei Essing im Altmühltal (Fränkische Alb), Bayern
- Gönnersdorf bei Neuwied, Rheinland-Pfalz
- Andernach am Rhein, Rheinland-Pfalz

## Ausstellung
- 2013: Ice Age Art. Arrival of the Modern Mind, British Museum; London, Katalog.[30]

## Galerie jungpaläolithischer Kleinkunst

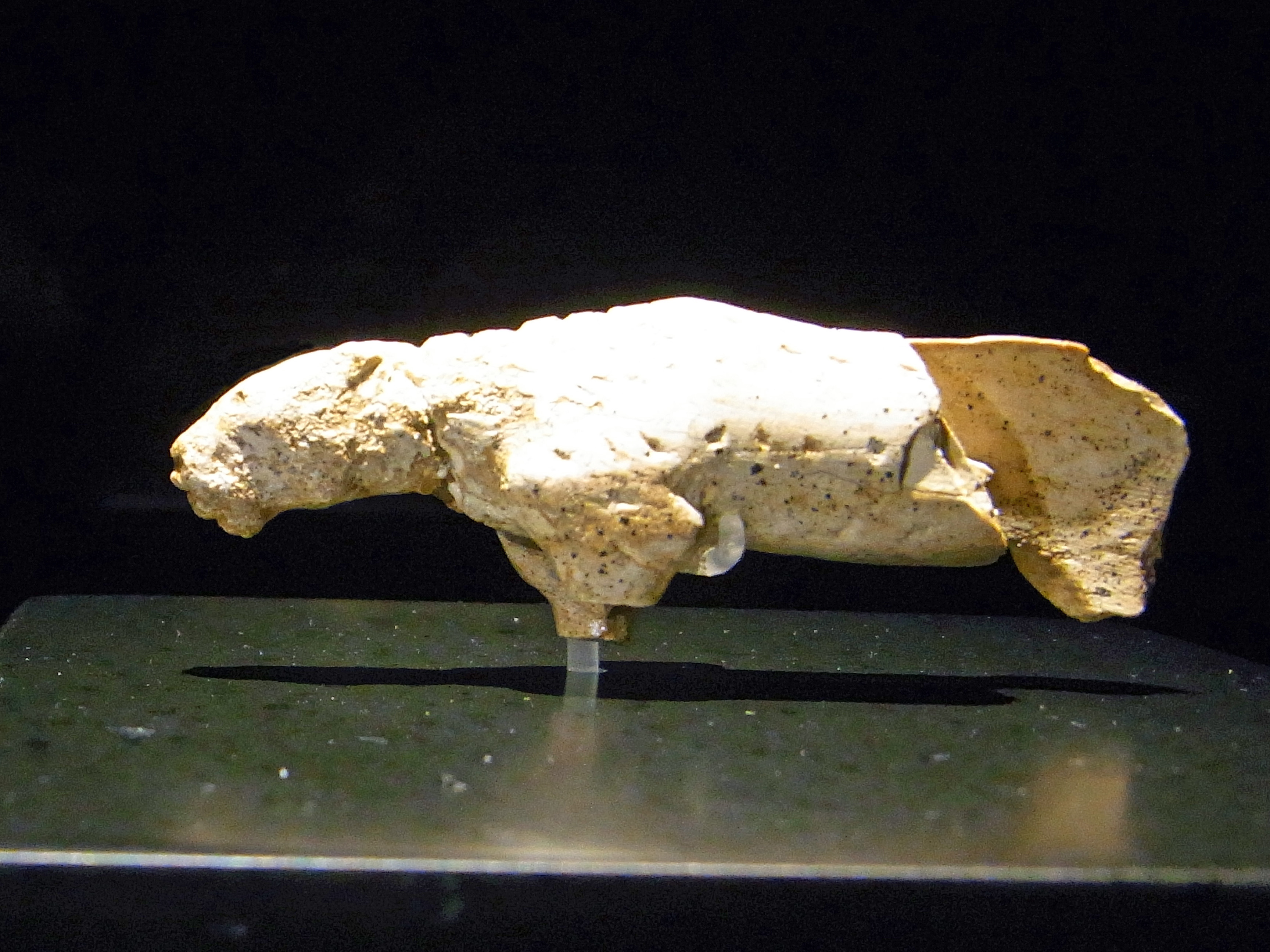
Tierfigur aus der Vogelherdhöhle, die als Schneeleopard gedeutet wird und im Museum der Universität Tübingen präsentiert wird
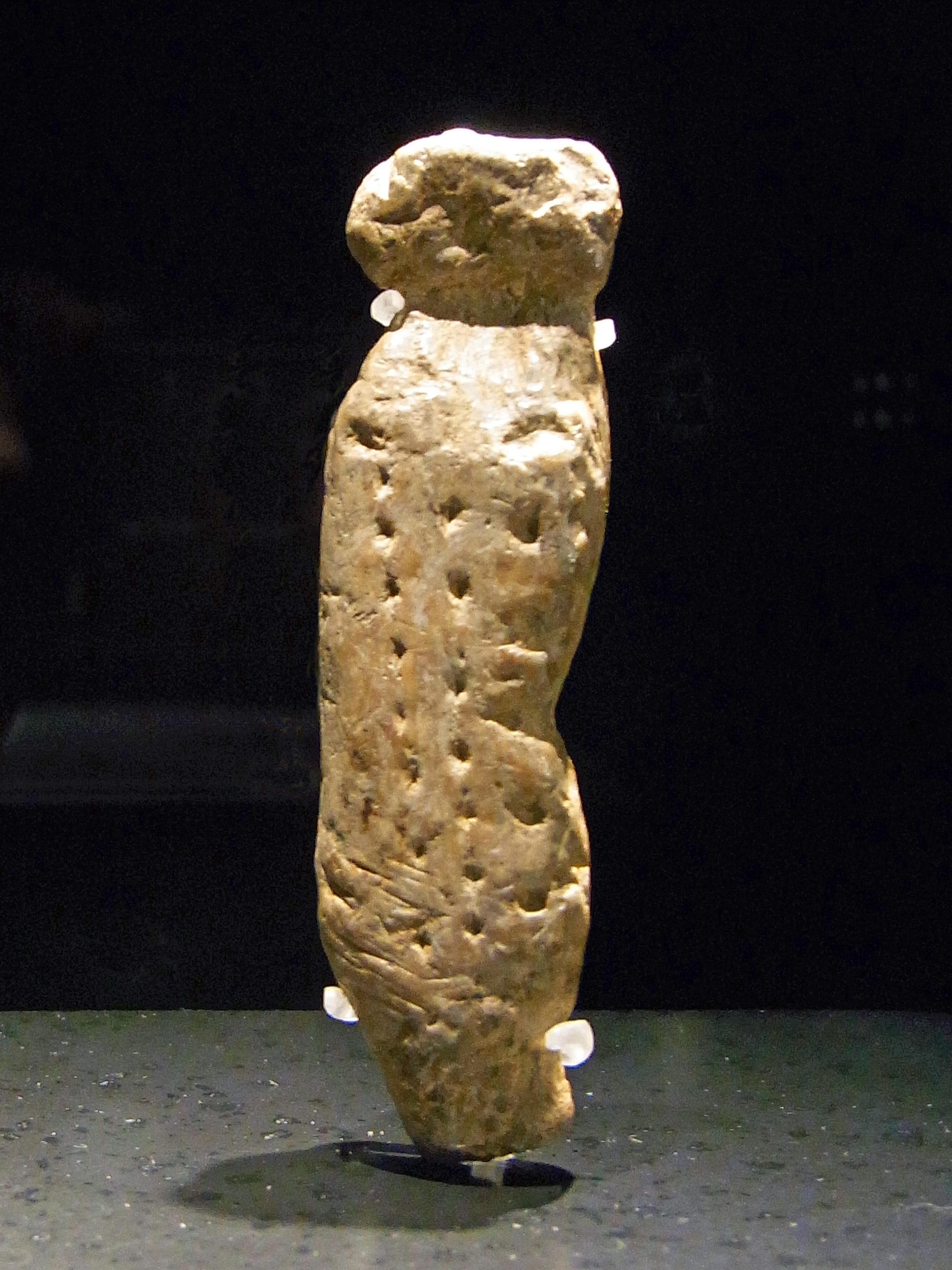
Menschenähnliche Figur aus Mammutelfenbein, 40.000 Jahre alt (aus dem Aurignacien), ausgestellt in Tübingen
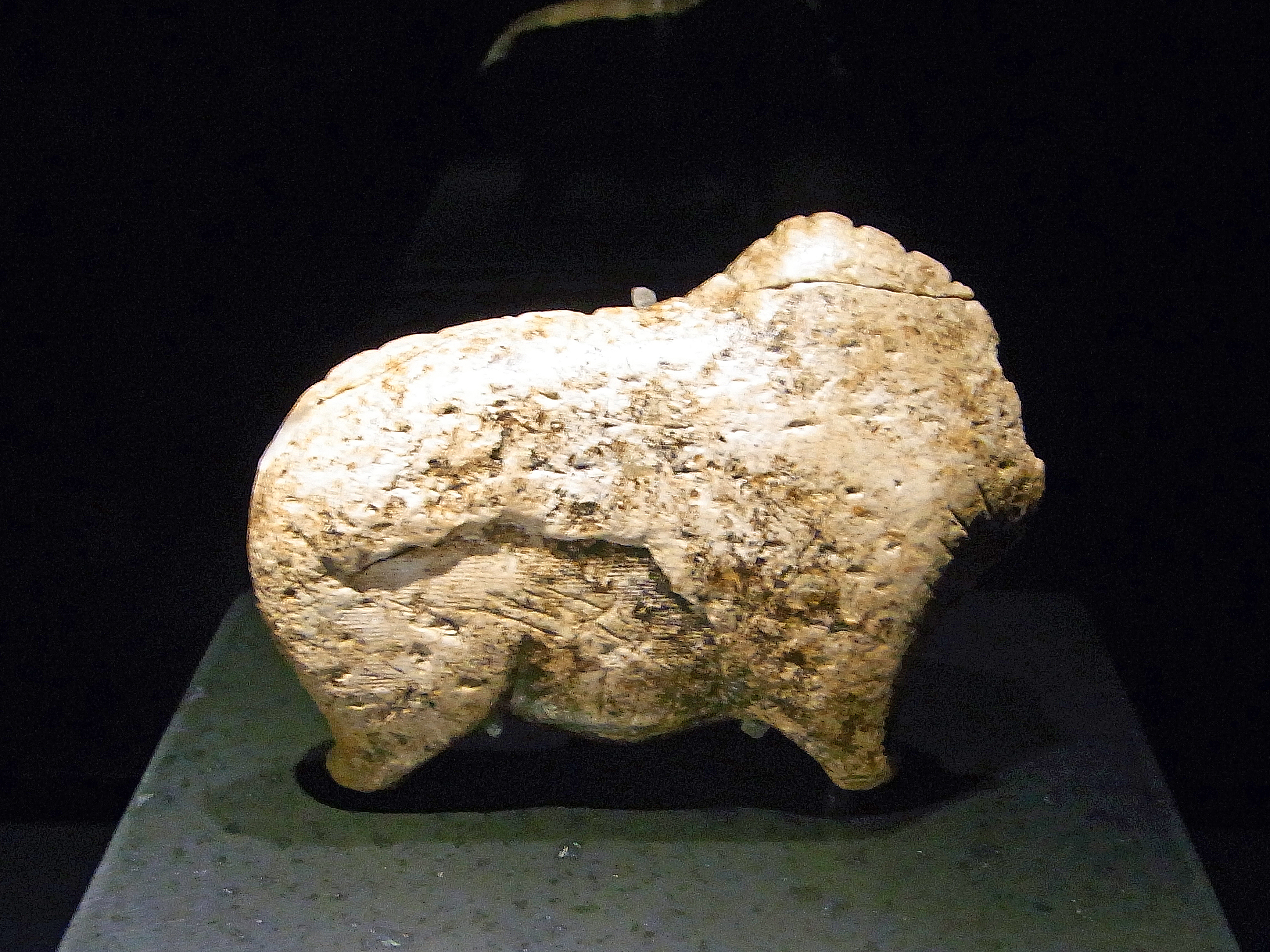
Wisent oder Bison jedenfalls ein rinderartiges Tier; der Widerrist ist gut ausgearbeitet, so dass es sich um ein erwachsenes, männliches Tier handelt
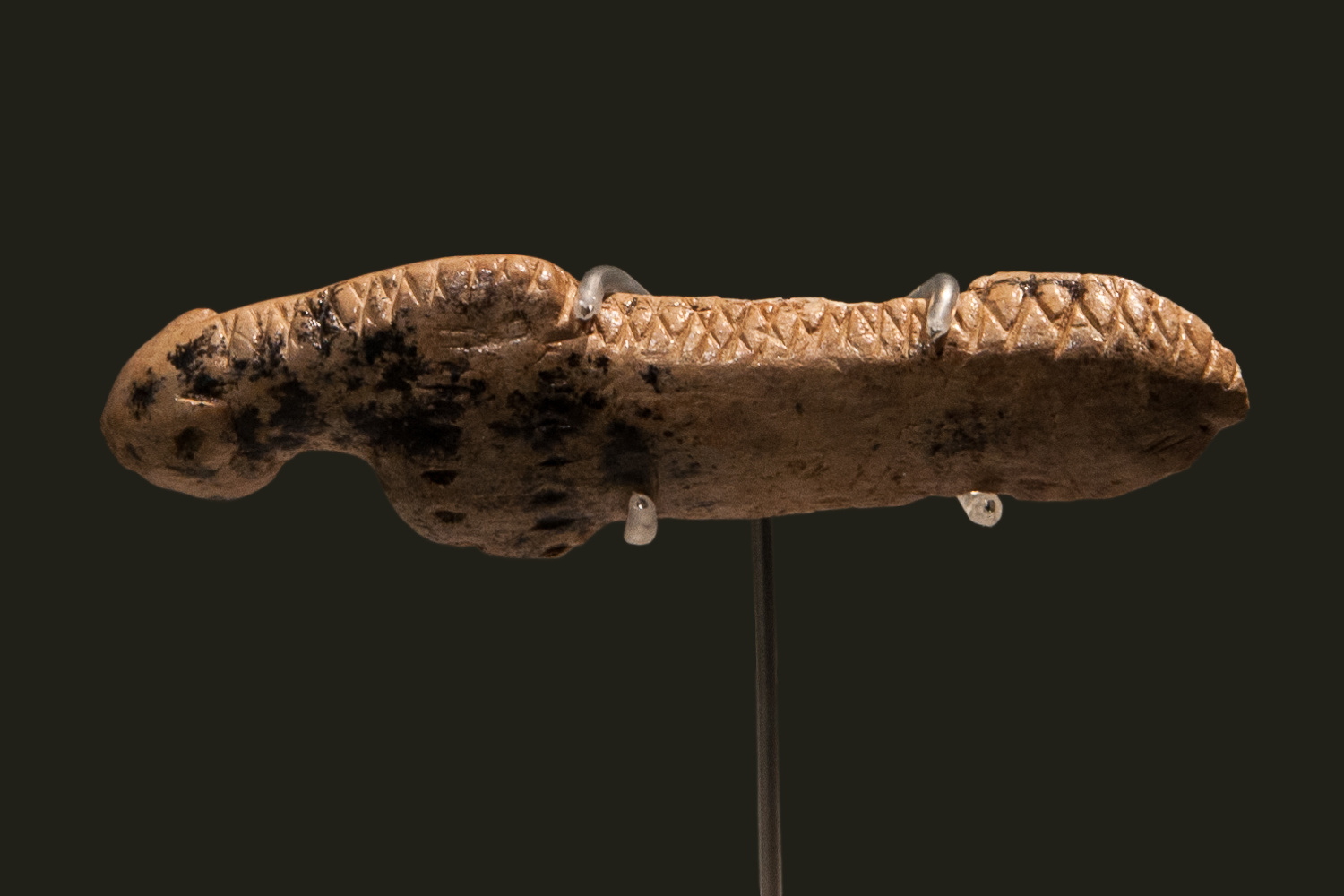
Im Abraum der großen Grabung von 1931 erst 2006 entdeckt: ein Höhlenlöwe, ausgestellt im Archäopark Vogelherd
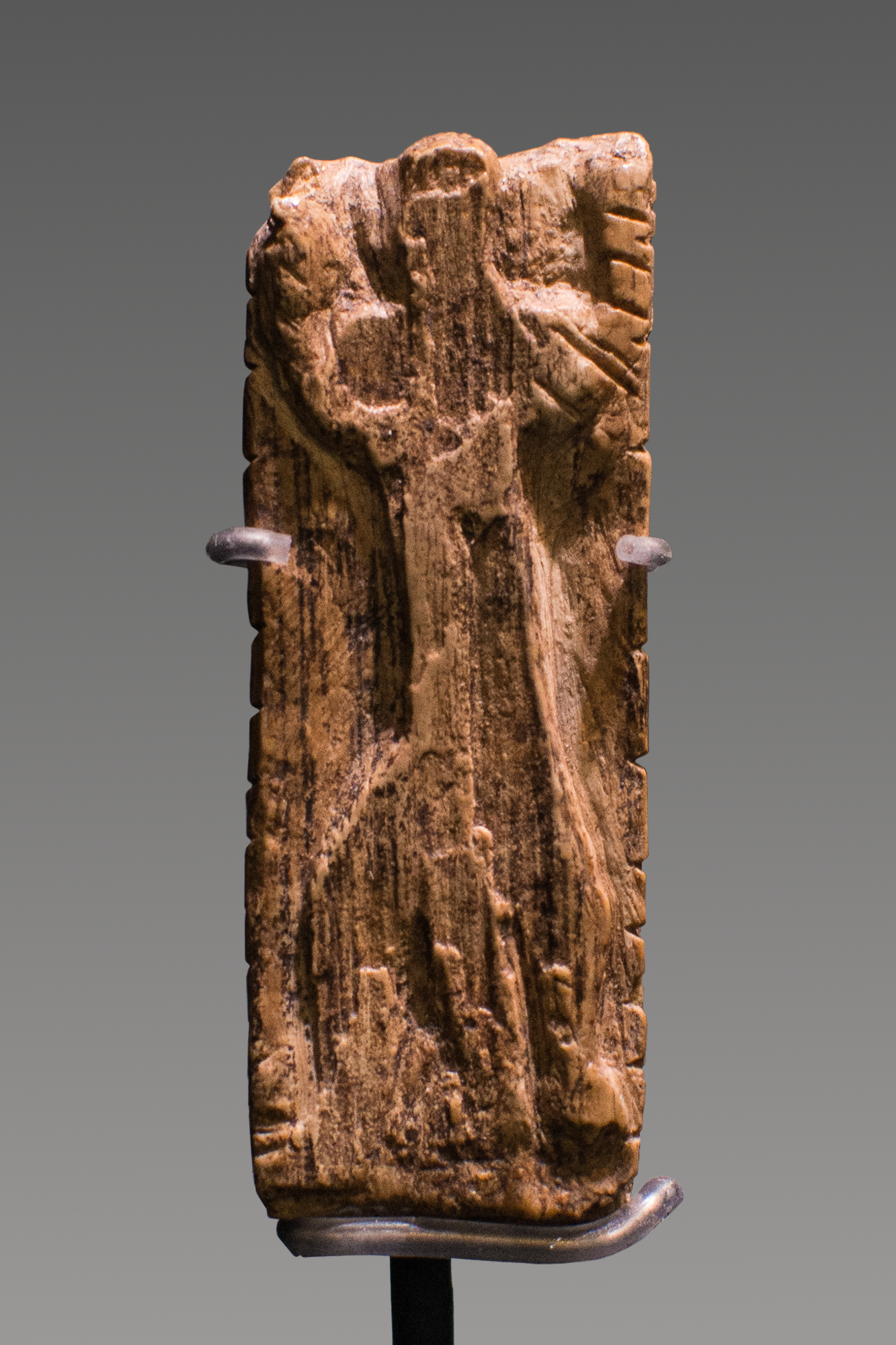
Der Adorant vom Geißenklösterle, 40.000 Jahre alt, ausgestellt im Landesmuseum Württemberg
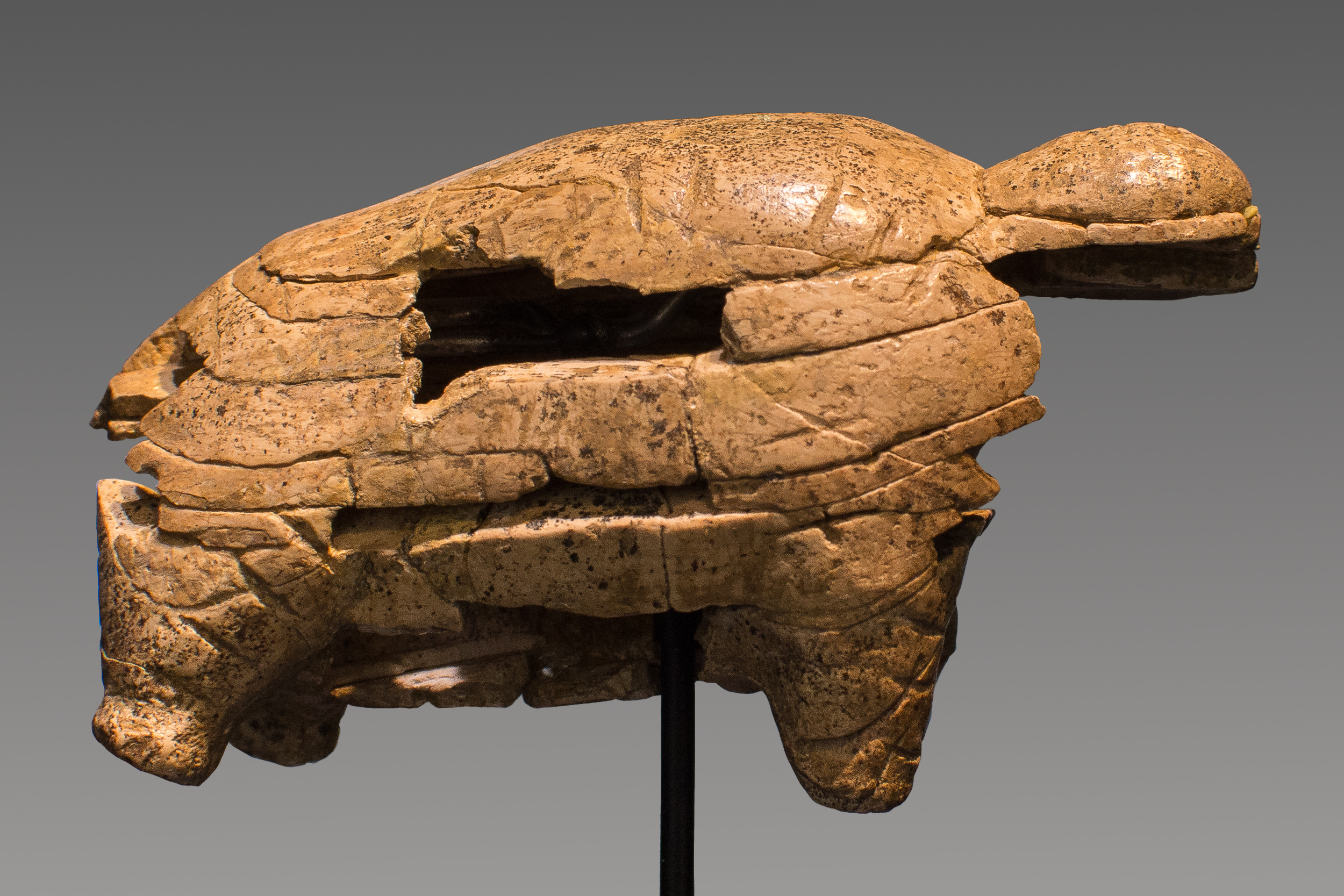
Das Mammut vom Geißenklösterle
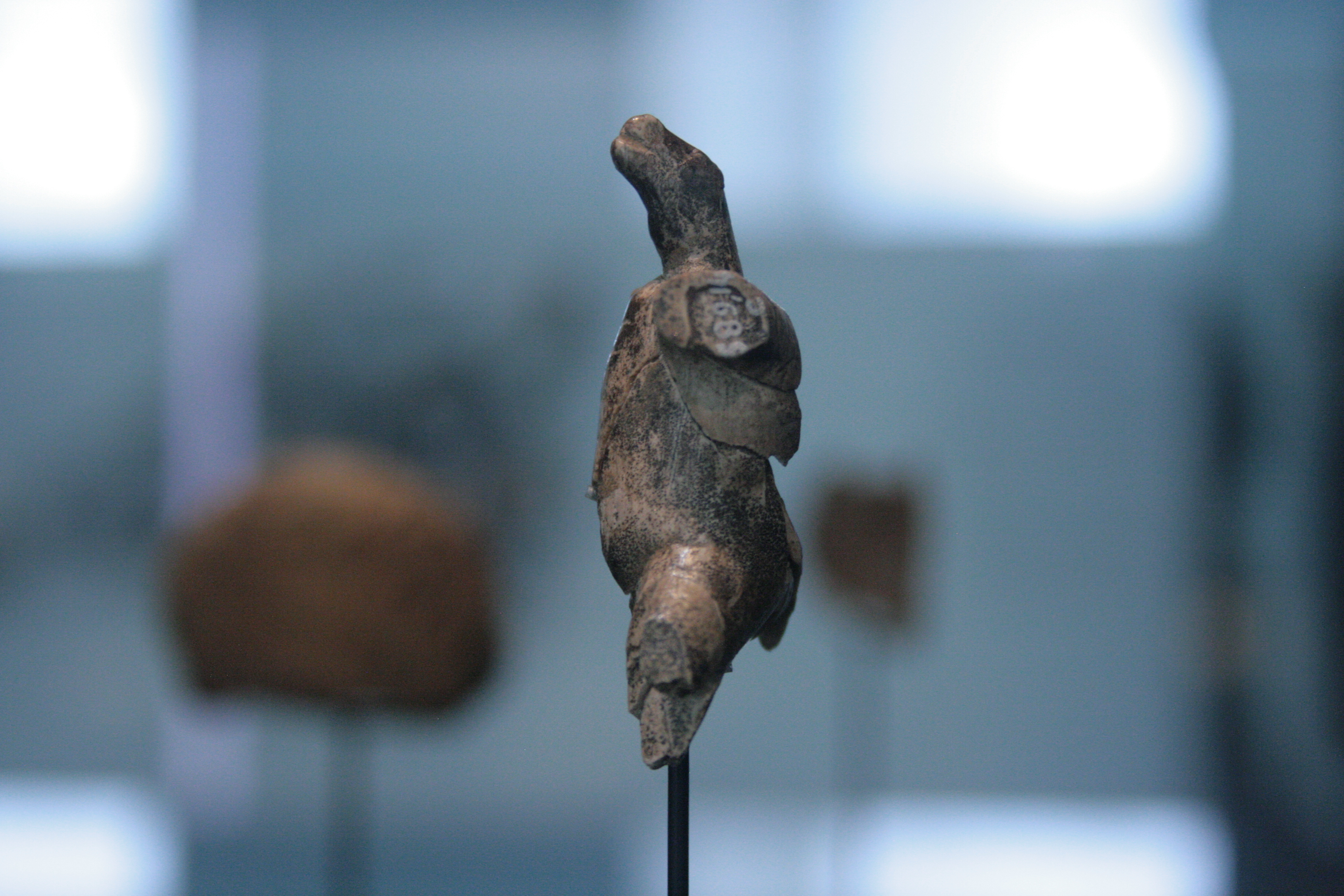
Der aufrecht stehende Höhlenbär vom Geißenklösterle, ebenfalls präsentiert im Landesmuseum Württemberg

## Belege
1. ↑  D. Sivan, M. Potasman, A. Almogi-Labin, Bar-Yosef Mayer, D. E., Spanier, E., Boaretto, E.: The Glycymeris query along the coast and shallow shelf of Israel, southeast Mediterranean. In: Palaeogeography Palaeoclimatology Palaeoecology. 233, 2006, S. 134–148. doi:10.1016/j.palaeo.2005.09.018
2. 1 2  Daniella E. Bar-Yosef Mayer, Bernard Vandermeersch, Ofer Bar-Yosef: Shells and ochre in Middle Paleolithic Qafzeh Cave, Israel - indications for modern behavior. In: Journal of Human Evolution. Oxford 56/3, 2009, S. 307–314. doi:10.1016/j.jhevol.2008.10.005 ISSN 0047-2484
3. ↑  A. Bouzouggar, N. Barton, M. Vanhaeren, F. d’Errico, S. Collcutt, T. Higham, E. Hodge, S. Parfitt, E. Rhodes, J.-L. Schwenninger, C. Stringer, E. Turner, S. Ward, A. Moutmir, A. Stambouli: 82,000-year-old shell beads from North Africa and implications for the origins of modern human behavior. In: PNAS. 104, 2007, S. 9964–9969. doi:10.1073/pnas.0703877104
4. ↑  Mary C. Stiner u. a.: Early Upper Paleolithic shell beads at Üçağızlı Cave I (Turkey): Technology and the socioeconomic context of ornament life-histories. In: Journal of Human Evolution. Band 64, Nr. 5, 2013, S. 380–398, doi:10.1016/j.jhevol.2013.01.008. Abbildungen der Schnecken-Gehäuse
5. ↑  Z. Jacobs u. a.: Ages for the Middle Stone Age of Southern Africa: implications for human behavior and dispersal. In: Science. 322, Nr. 5902, 2008, S. 733–735. doi:10.1126/science.1162219
6. ↑  F. d’Errico, C. Henshilwood, M. Vanhaeren, K. van Niekerk: Nassarius kraussianus shell beads from Blombos Cave, evidence for symbolic behaviour in the Middle Stone Age. In: Journal of Human Evolution. Oxford 48/1, 2005, S. 3–24. PMID 15656934 ISSN 0047-2484
7. ↑  M. Balter: Early start for human art? Ochre may revise timeline. In: Science. 323, 2009, S. 569. doi:10.1126/science.323.5914.569
8. ↑  Lyn Wadley: Cemented ash as a receptacle or work surface for ochre powder production at Sibudu, South Africa, 58,000 years ago. In: Journal of Archaeological Science. 2010. doi:10.1016/j.jas.2010.04.012
9. ↑  Christopher S. Henshilwood u. a.: Emergence of Modern Human Behavior: Middle Stone Age Engravings from South Africa. In: Science. Band 295, 2002, S. 1278–1280. doi:10.1126/science.1067575
Christopher S. Henshilwood u. a.: Engraved ochres from the Middle Stone Age levels at Blombos Cave, South Africa. In: Journal of Human Evolution. Band 57, Nr. 1, 2009, S. 27–47. doi:10.1016/j.jhevol.2009.01.005
10. ↑  Pierre-Jean Texier, Guillaume Porraz, John Parkington, Jean-Philippe Rigaud, Cedric Poggenpoel, Christopher Miller, Chantal Tribolo, Caroline Cartwright, Aude Coudenneau, Richard Klein, Teresa Steele, Christine Verna: A Howiesons Poort tradition of engraving ostrich eggshell containers dated to 60,000 years ago at Diepkloof Rock Shelter, South Africa. In: PNAS. 1. März 2010. doi:10.1073/pnas.0913047107 ISSN 0027-8424
11. ↑  S. Mc Brearty, A. S. Brooks: The revolution that wasn’t. A new interpretation of the origin of modern human behavior. In: Journal of Human Evolution. Band 39, Nr. 5, 2000, S. 453–463. doi:10.1006/jhev.2000.0435 ISSN 0047-2484
12. ↑  C. S. Henshilwood, C. W. Marean: The origin of modern human behavior. In: Current Anthropology Band 44, 2003, S. 627–651.
13. ↑  Paul Mellars, Brad Gravina, Christopher Bronk Ramsey: Confirmation of Neanderthal, modern human interstratification at the Chatelperronian type-site. In: PNAS. Band 104. Nr. 9, 2007, S. 3657–3662. ISSN 0027-8424
14. ↑  S. L. Kuhn, M. C. Stiner, D. S. Reese, E. Güleç: Ornaments of the earliest Upper Palaeolithic: new insights from the Levant. In: PNAS. Band 98, Nr. 13, 2001, S. 7641–7646. doi:10.1073/pnas.121590798
15. ↑  João Zilhão: The Emergence of Ornaments and Art: An Archaeological Perspective on the Origins of “Behavioral Modernity”. In: Journal of Archaeological Research. Band 15, Nr. 1, 2007, S. 1–54. doi:10.1007/s10814-006-9008-1
16. ↑  João Zilhão u. a.: Symbolic use of marine shells and mineral pigments by Iberian Neandertals. In: PNAS. Band 107, Nr. 3, 2010, S. 1023–1028. doi:10.1073/pnas.0914088107 ISSN 0027-8424
17. ↑  Andrew Pelcin: A Geological Explanation for the Berekhat Ram Figurine. Current Anthropology 35 (5), 1994, S. 674 f.
18. ↑  W. Noble, I. Davidson: Human Evolution, Language and Mind: A Psychological and Archaeological Inquiry. Cambridge University Press, Cambridge 1996.
19. ↑  Alexander Marshack: The Berekhat Ram figurine: a late Acheulian carving from the Middle East. Antiquity, 71(272), 1997, S. 327. Online als PDF Archivierte Kopie (Memento vom 26. Juli 2008 im Internet Archive)
20. ↑  Francesco d’Errico, April Nowell: A new look at the Berekhat Ram figurine: implications for the origins of symbolism. In: Cambridge Archaeological Journal. Band 10, 2000, S. 148.
21. ↑  Claus-Joachim Kind: Das Lonetal - eine altsteinzeitliche Fundlandschaft von Weltrang. In: Archäologie in Deutschland. Band 6, 2016, S. 22–25, hier: S. 24.
22. ↑  Die Höhle des Löwenmenschen. Auf: lonetal.net; zuletzt abgerufen am 11. Mai 2021.
23. ↑  Kurt Wehrberger: Der Löwenmensch. Die Elfenbeinstatuette aus dem Lonetal bei Ulm. In: Leif Steguweit (Hrsg.): Menschen der Eiszeit. Jäger – Handwerker – Künstler. Praehistorika, Fürth 2008, ISBN 978-3-937852-01-0, S. 45–53 (PDF-Download).
24. ↑  Kurt Wehrberger: L’Homme-lion de la grotte du Hohlenstein-Stadel/Der Löwenmensch vom Hohlenstein-Stadel. Les chemins de l’art aurignacien en Europe/Das Aurignacien und die Anfänge der Kunst in Europa. Colloque international/Internationale Fachtagung Aurignac, 16.–18. September 2005, Éditions Musée-forum Aurignac, cahier 4, 2007, S. 331–344.
25. ↑  Andy Needham, Izzy Wisher, Andrew Langley, Matthew Amy und Aimée Little: Art by firelight? Using experimental and digital techniques to explore Magdalenian engraved plaquette use at Montastruc (France). In: PLoS ONE. Band 17, Nr. 4, 2022, e0266146, doi:10.1371/journal.pone.0266146.
26. ↑  H. Delporte: L’image de la femme dans l’art préhistorique, Éd. Picard (1993) ISBN 2-7084-0440-7.
27. ↑  Jean-Marie Le Tensorer, Urs Niffeler (Hrsg.): Paläolithikum und Mesolithikum. Die Schweiz vom Paläolithikum bis zum frühen Mittelalter. Band 1, Basel 1993, ISBN 3-908006-50-3.
28. ↑  Ingmar M. Braun: Die Kunst des schweizerischen Jungpaläolithikums (Magdalénien). In: Helvetia Archaeologica. Basel 36, 141/142, 2005, S. 41–65. ISSN 0018-0173
29. ↑  Ingmar M. Braun: Art mobilier magdalénien en Suisse. In: Préhistoire, Arts et Sociétés. Tome, Tarascon 60, 2005, S. 25–44. ISSN 1954-5045
30. ↑  Eiszeit. In: FAZ. 8. Februar 2013, S. 31.